# Ivan Jullien
Ivan Jullien (ur. 27 października 1934 w Vincennes, zm. 3 stycznia 2015) – francuski muzyk, kompozytor, aranżer i trębacz jazzowy.

## Życiorys
Studiował architekturę i krótko pracował w inspekcji zabytków. Po wstąpieniu do marynarki wojennej w latach 1952-1954 wziął udział w I wojnie indochińskiej.
W 1956 wyjechał do Paryża i zaczął karierę jako trębacz jazzowy. Występował m.in. z Lesterem Youngiem, Budem Powellem, Dexterem Gordonem, Maynardem Fergusonem i Johnnym Griffino. W latach 1964–1966 grał z Johnnem Hallydayem.
W latach 1965, 1972, 1978 i 1983 aranżował muzykę dla Big-bandów.